# 教宗的承繼
是一部2019年電影，由费尔南多·梅里尔斯所執導，安東尼·霍普金斯主演。

## 演員
- 尊尼芬·帕斯 飾演 方濟各
- 安東尼·霍普金斯 飾演 本篤十六世
- 西德尼·科爾（Sidney Cole） 飾演 涂克森
- 威利·喬納（Willie Jonah） 飾演 方濟各·安霖澤
- 費德里科·托雷（Federico Torre） 飾演 喬治·梅迪納
- 愛瑪·博尼諾 飾演 她自己

## 發行
該片在2019年9月9日多倫多國際影展上放映 ；美國和英國是有限上映，2019年12月20日在Netflix數位發行。

## 榮譽
| 類別             | 頒獎日期       | 獎項                     | 名字                          | 結果 | 參考        |
| ---------------- | -------------- | ------------------------ | ----------------------------- | ---- | ----------- |
| 好萊塢電影獎     | 2019年11月3日  | 最佳編劇                 | 安东尼·麦卡滕                 | 獲獎 | [ 6 ]       |
| 衛星獎           | 2019年12月19日 | 最佳劇情類電影           | 《教宗的承繼》                | 提名 | [ 7 ] [ 8 ] |
| 衛星獎           | 2019年12月19日 | 最佳男配角               | 安東尼·霍普金斯               | 提名 | [ 7 ] [ 8 ] |
| 衛星獎           | 2019年12月19日 | 最佳改編劇本             | 安东尼·麦卡滕                 | 提名 | [ 7 ] [ 8 ] |
| 衛星獎           | 2019年12月19日 | 最佳服裝設計獎           | 盧卡·坎福拉                   | 提名 | [ 7 ] [ 8 ] |
| 衛星獎           | 2019年12月19日 | 最佳藝術指導及製作設計獎 | 馬克·提爾德利 薩維里奧·薩馬里 | 提名 | [ 7 ] [ 8 ] |
| 金球獎           | 2020年1月5日   | 最佳戲劇類影片           | 《教宗的承繼》                | 提名 | [ 9 ]       |
| 金球獎           | 2020年1月5日   | 最佳戲劇類電影男主角     | 尊尼芬·帕斯                   | 提名 | [ 9 ]       |
| 金球獎           | 2020年1月5日   | 最佳電影男配角           | 安東尼·霍普金斯               | 提名 | [ 9 ]       |
| 金球獎           | 2020年1月5日   | 最佳劇本                 | 安东尼·麦卡滕                 | 提名 | [ 9 ]       |
| 評論家選擇電影獎 | 2020年1月12日  | 最佳男配角               | 安東尼·霍普金斯               | 提名 | [ 10 ]      |
| 評論家選擇電影獎 | 2020年1月12日  | 最佳劇本                 | 安东尼·麦卡滕                 | 提名 | [ 10 ]      |
| 英國電影學院獎   | 2020年2月2日   | 最佳英國電影             | 《教宗的承繼》                | 提名 | [ 11 ]      |
| 英國電影學院獎   | 2020年2月2日   | 最佳男主角               | 尊尼芬·帕斯                   | 提名 | [ 11 ]      |
| 英國電影學院獎   | 2020年2月2日   | 最佳男配角               | 安東尼·霍普金斯               | 提名 | [ 11 ]      |
| 英國電影學院獎   | 2020年2月2日   | 最佳改編劇本             | 安东尼·麦卡滕                 | 提名 | [ 11 ]      |
| 奧斯卡金像獎     | 2020年2月9日   | 最佳男主角               | 尊尼芬·帕斯                   | 提名 | [ 12 ]      |
| 奧斯卡金像獎     | 2020年2月9日   | 最佳男配角               | 安東尼·霍普金斯               | 提名 | [ 12 ]      |
| 奧斯卡金像獎     | 2020年2月9日   | 最佳改編劇本             | 安东尼·麦卡滕                 | 提名 | [ 12 ]      |

## 外部連結
- 豆瓣电影上《教宗的承繼》的資料 （简体中文）
- 開眼電影網上《教宗的承繼》的資料（繁體中文）
- AllMovie上《教宗的承繼》的资料（英文）
- 互联网电影数据库（IMDb）上《教宗的承繼》的资料（英文）
- 在Netflix上觀看《教宗的承繼》